# Магутны Божа
«Ма́гутны Бо́жа» (укр. Могутній Боже), авторська назва — «Малітва» (укр. Молитва) — вірш Наталії Арсеньєвої, написаний 1943 року. 1947 року композитор Микола Равєнскі поклав його на музику, після чого «Магутны Божа» для білоруського емігрантського руху став релігійним гімном. На початку 1990-их років «Магутны Божа» пропонували зробити офіційним гімном Білорусі. Набув нової популярності зі серпня 2020 року на тлі протестів у Білорусі.

## Текст
У тексту гімну «Магутны Божа» є кілька варіантів. Найбільш відчутна різниця у словах передостаннього рядка: «Зрабі свабоднай…» (укр. «Зроби вільною») або «Зрабі магутнай…» (укр. «Зроби могутньою»).
Нижче подані два основні варіянти тексту.
| Білоруською | Білоруською |
| --- | --- |
| Магутны Божа! Ўладар сусьветаў, вялізных сонцаў і сэрц малых, над Беларусяй ціхой і ветлай рассып праменьне Свае хвалы. Дай спор у працы будзённай, шэрай на хлеб штодзённы, на родны край. Павагу, сілу і веліч веры у нашу праўду, у прышласьць — дай! Дай урадлівасьць жытнёвым нівам, учынкам нашым пашлі ўмалот. Зрабі свабоднай, зрабі шчасьлівай краіну нашу і наш народ! | Магутны Божа! Уладар сусветаў, вялікіх сонцаў і сэрц малых! Над Беларусяй, ціхай і ветлай, рассып праменні свае хвалы. Дай спор у працы штодзённай, шэрай, на лусту хлеба, на родны край, павагу, сілу і веліч веры, у нашу праўду, у прышласць — дай! Дай урадлівасць жытнёвым нівам, учынкам нашым пашлі ўмалот! Зрабі магутнай, зрабі шчаслівай краіну нашу і наш народ! |
| Переклад українською | |
| Могутній Боже! Владарю Всесвітів, величних сонців й сердець малих! над Білоруссю тихою й старою, розсій промені своєї хвали. Дай спор у праці щоденній, сірій, на хліб щоденний, на рідний край, Повагу, силу і велич віри, у нашу правду, у майбуття — дай! Дай родючість житнім нивам, учинкам нашим пошли поміч! Зроби вільною, зроби щасливою країну нашу і наш народ!       | Могутній Боже! Владарю Всесвітів, великих сонців і сердець малих! Над Білоруссю, тихою, старою, розсій промені своєї хвали. Дай спор у праці щоденній, сірій, на скибу хліба, на рідний край, Повагу, силу і велич віри, у нашу правду, у майбуття — дай! Дай родючість житнім нивам, учинкам нашим пошли поміч! Зроби могутньою, зроби щасливою країну нашу і наш народ!   |

## У політичній кризі 2020-х років
Після масових фальсифікацій на президентських виборах 2020 року, жорстокого розгону акцій протесту, побиття та катування протестувальників, гімн багато разів виконували в різних місцях — на ґанку Білоруської державної філармонії, у Великому театрі опери та балету, торгових центрах Dana Mall, Green City, «Галілеа», «Сталіца», на Комаровському ринку, залізничному вокзалі в Мінську та інших.
14 серпня 2020 року хор духовенства Гродненської єпархії заспівав гімн на підтримку білоруського народу на ґанку Покровського собору. У відповідь російські чорносотенні організації від імені православного Братства імені Святого рівноапостольного князя Володимира (без його відома) звернулися до патріарха Кирила з проханням усунути з гродненської кафедри архієпископа Артемія, бо, на думку авторів заяви, серед духовенства Гродненської єпархії поширюються націоналістичні ідеї, засновані на русофобії, співи націоналістичного гімну «Магутны Божа» підтримуються протести в Білорусі, пропагується ідеологія «змагарства». 14 жовтня 2020 року новопоставлений митрополит Веніамин порадив не співати гімн «Магутны Божа» у церквах, позаяк, на його думку, цей гімн світського характеру та розділяє суспільство. Заява митрополита викликала обурення суспільства. 15 жовтня 2020 року прессекретар БПЦ Сергій Лепін пояснив, що митрополит не робив заяви на всю країну та не забороняв виконувати «Магутны Божа», а йшлося передусім про вживання гімну в богослужбовому процесі.
У відповідь на лист уповноваженого у справах релігій та національностей із закликом до конфесій організувати «молитву за Білорусь» у всіх храмах країни 3 липня 2021 року, коли святкується День незалежності Білорусі, прийнятий за пропозицією Олександра Лукашенка на референдумі 1996 року, Курія Мінсько-Могильовської архідієцезії опублікувала офіційний заклик молитись у цей день у церквах про єдність і мир у Білорусі та про те, щоб рішення, які ухвалюються тепер, «не призводили до того жаху, який відбувся в ХХ столітті», наприкінці меси запропонували виконати гімн «Магутны Божа». Напередодні свята, 2 липня 2021 року, виступаючи з промовою на урочистому засіданні в Палаці Республіки, Лукашенко висловив погрозу на адресу Церкви:
|  | І останнім часом засоби масової інформації все більше поширюють факти про те, що в церквах хочуть помолитись (завтра, не то сьогодні) під «Магутны Божа». Дивіться — нарветесь. |

Єпископ-помічник Мінсько-Могильовської архідієцезії Юрій Кособуцький так висловився з цього приводу:
|  | Гімн "Могутній Боже" — це насамперед молитва за нашу Батьківщину і за наш народ. Кожна молитва несе в собі неймовірну силу та здатна творити навіть великі чудеса. Якщо певна молитва має велику силу, тоді диявол боротиметься з нею з найбільшою силою і робитиме багато перешкод, щоб люди цю молитву не використовували. |